# حبیب‌مترو
حبیب‌مترو (انگلیسی: HabibMetro) شرکت خدمات مالی و بانکداری پاکستانی است، که در سال ۱۹۹۲ توسط محمدعلی حبیب تأسیس شد.